# 瓜迪亚托谷地县
瓜迪亚托谷地县（西班牙語：Comarca del Valle del Guadiato）是西班牙南部科爾多瓦省的一个县份，由11个市镇组成。

## 简介
位于莫雷納山脈地区，得名于瓜达尔基维尔河的支流瓜迪亚托河。人口最多的市镇是佩尼亚罗亚新村。传统产业为采矿业。贝尔梅斯建有科尔多瓦大学理工学院分校，以矿业工程专业闻名。